# Manuscritos económicos y filosóficos de 1844
Los Manuscritos económico-filosóficos de 1844 (también llamados "Cuadernos de París") constituyen por sí mismos un primer esbozo de la teoría crítica de Karl Marx.
De acuerdo con algunos autores (notablemente Louis Althusser) en estos trabajos aún puede distinguirse la influencia de la izquierda hegeliana en el pensamiento de Marx, por lo cual se ha llegado a establecer una diferencia sustancial relacionada con el posterior desarrollo teórico contenido en El Capital, que tiene como resultado una pretendida división entre el joven Marx (hegeliano) y el Marx maduro. No obstante, esta idea es ampliamente discutida desde el momento en que los argumentos que dan cuenta del llamado "proceso de enajenación" se sientan sobre las mismas bases que en la Crítica de la economía política.

## Contexto

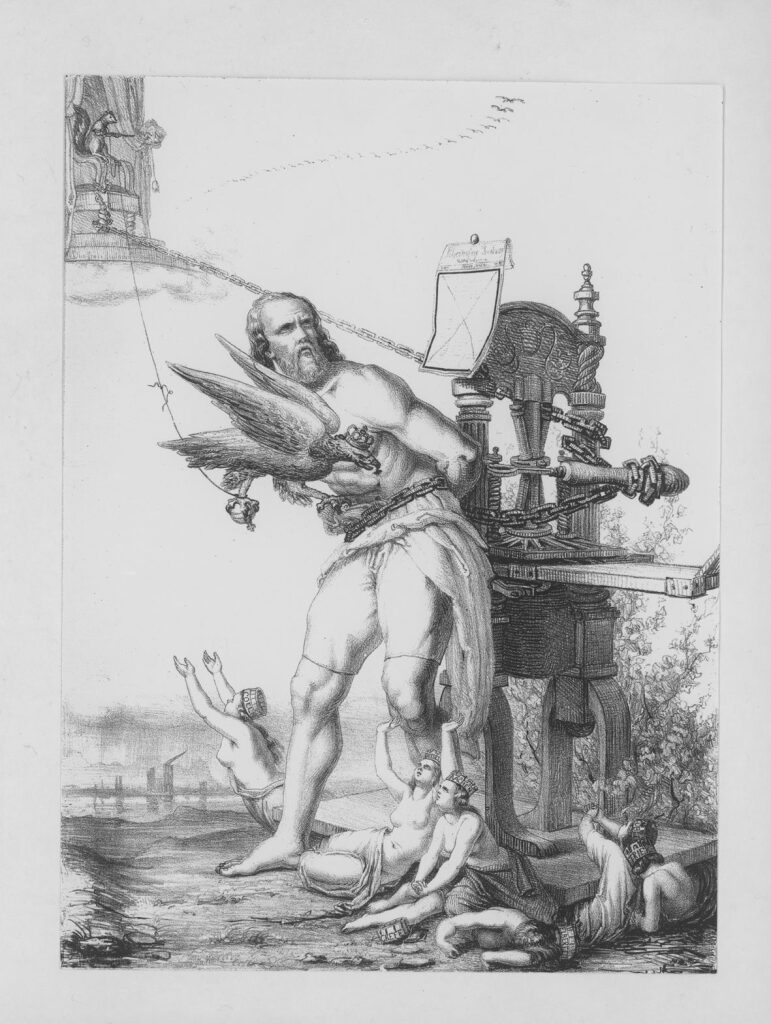
El Prometeo Atado (1843), caricatura política del Vormärz que relaciona la figura de Prometeo de la mitología griega con Karl Marx.

Los manuscritos son una expresión temprana del análisis de Marx de la economía, principalmente Adam Smith, y la crítica de la filosofía de G. W. F. Hegel. Los manuscritos cubren una amplia gama de temas, incluyendo la propiedad privada, el comunismo y el dinero. Son los más conocidos por su expresión temprana del argumento de Marx de que las condiciones de las sociedades industriales modernas dan lugar a la alienación (o enajenación) de los asalariados de la propia actividad/ trabajo.
Las "notas del extracto de 1844" también llamadas "manuscritos de París" se conocen como algunos de los escritos más tempranos de Karl Marx en filosofía más la economía. Sin embargo, sólo se publicaron en la década de 1930 después de la Revolución Soviética de 1917 ya había tenido lugar.
Debido a que muestran el pensamiento de Marx en el momento de su génesis temprana, su publicación tardía afectó profundamente los estudios recientes sobre Marx y el marxismo, particularmente sobre la relación del marxismo con el trabajo anterior en el idealismo alemán. El joven Marx había sido relativamente ignorado hasta hace poco, porque sus primeros trabajos eran considerados más "filosóficos" y por algunos como no suficientemente "científicos", es decir, "económicos" como en El Capital. Sin embargo, los humanistas marxistas consideran este libro como uno de los textos más importantes de Marx y crucial para entender todo su pensamiento. 

## Temas
En los Manuscritos económico-filosóficos de 1844, Marx sostiene que el trabajador está alienado de cuatro maneras:
1. Respecto del producto que produce.
2. Respecto de la actividad productiva misma.
3. Respecto de la naturaleza y de sí mismo.
4. Respecto de otros seres humanos.[1]

## Argumento
En el primer manuscrito en el que hay extensas citas sobre la economía de Adam Smith, Marx expone su teoría de la alienación, que adaptó (no sin cambios) a partir de La esencia del cristianismo (1841) de Feuerbach. Explica cómo, bajo el capitalismo, más y más personas dependen de su "mano de obra" para vivir. Es decir, antes la gente podía confiar, en parte, en la naturaleza misma para sus "necesidades naturales"; En la sociedad moderna, si uno quiere comer uno debe trabajar: es sólo a través del dinero que uno puede sobrevivir.